# Gary Moore
Robert William Gary Moore (Belfast, 4 de abril de 1952 — Estepona, 6 de fevereiro de 2011), mais conhecido pelo nome artístico de Gary Moore, foi um conceituado guitarrista e compositor de hard rock, blues e rock progressivo. Considerado um dos maiores guitarristas da história, seu trabalho nos anos 70 e início dos anos 80 influenciou muitos grandes nomes da guitarra.

## Biografia
A vida de quem cresceu em meio às bombas do Exército Republicano Irlandês (IRA) e às brigas religiosas do pós-guerra refletia-se em seu som de guitarra: extremamente triste e sofrido, mas também visceral e técnico quando solicitado.
Gary Moore é considerado um dos guitarristas mais completos da História do Rock, indo nos seus primeiros anos do Jazz Rock ao Hard Rock, passando por Baladas e o Blues.
Ele iniciou a trajetória profissional aos 16 anos de idade na banda de blues rock irlandesa Skid Row, tendo Jeff Beck, Eric Clapton, Peter Green e Jimi Hendrix como ídolos, e participando das gravações de um álbum da banda de folk Dr. Strangely Stranger.
Pouco depois, Moore estava no Thin Lizzy (banda irlandesa), onde conheceu seu fiel comparsa, Mr. Phil Lynott.
Apesar do fanatismo pelo blues, o jazz também fazia sua cabeça, tanto que foi o estilo melhor explorado em seu primeiro álbum-solo, Grinding Stone (1973), e em sua breve jornada com a segunda encarnação do Colosseum, batizada de Colosseum II.
No Thin Lizzy, ele colaborou tocando em shows no inicio da banda, e no álbum Black Rose (1979). Chegou a ser chamado para integrar a banda de Ozzy Osbourne no início da banda, mas recusou.
Fez a sua carreira solo pois era muito duro e exigente como profissional, e obteve muito sucesso pela Europa e Japão, com destaque em duas fases distintas: a mais hard rock e heavy metal, de discos como "Corridors Of Power", "Victims Of Future" e "Wild Frontier" na década de 80, influenciando toda uma geração e guitarristas famosos do estilo, e a mais blueseira e comercialmente rentável a partir dos anos 90, de álbuns como Still Got the Blues (1990), saindo do estilo "shred" da decada de 80 para o blues rock, sendo tambem uma referência para os guitarristas desse estilo.
Influenciou os guitarristas Vivian Campbell, John Norum, Paul Gilbert, Jake E. Lee, Slash, Orianthi, Joe Bonamassa, Adrian Smith, Doug Aldrich, George Lynch, Zakk Wylde, Randy Rhoads, John Sykes, Phil Collen, Janick Gers, Mikael Åkerfeldt, Kirk Hammett, entre outros.
Os seus temas mais conhecidos são "Parisienne Walkways", Still Got the Blues, Over The Hills and Far Away, "End of the World", "Murder in the Skies", "The Loner" e "Out in the Fields" em parceria com Phil Lynott e "Empty Rooms".

## Morte
Gary morreu enquanto dormia, em 6 de fevereiro de 2011, em um quarto de hotel em Estepona, na Espanha, horas depois de ter dado entrada no hotel. A causa da morte foi um ataque cardiaco devido ao excesso de bebidas. Os exames encontraram cerca de 380 miligramas de álcool por decilitro de sangue, sendo que a medida é 30 miligramas maior que a causadora comum de fatalidades desse tipo. 

## Discografia
Solo
- Gary Moore-Brush Shiels-Noel  (1971- lançado so 1990)
- Grinding Stone (1973)
- Back on the Streets (1979)
- G-Force (1980)
- Live at the Marquee (1981)
- Gary Moore (1982)
- Corridors of Power (1982)
- Victims of the Future (1983)
- Dirty Fingers (1984)
- We Want Moore (1984)
- Run for Cover (1985)
- Rockin' Every Night - Live in Japan (1986)
- Wild Frontier (1987)
- After the War (1989)
- Still Got the Blues (1990)
- After Hours (1992)
- Blues Alive (1993)
- Around the Next Dream (1994)
- Ballads & Blues 1982-1994 (1994)
- Blues for Greeny (1995)
- Dark Days in Paradise (1997)
- Out in the Fields (1998)
- Blood of Emeralds (1999)
- A Different Beat (1999)
- Back to the Blues (2001)
- Best of the Blues (2002)
- Have Some Moore - The Best Of (2002)
- Live at Monsters of Rock (2003)
- Parisienne Walkways: The Blues Collection (2003)
- Power of the Blues (2004)
- Old New Ballads Blues (2006)
- The Platinum Collection (2006)
- Close As You Get (2007)
- Bad for You Baby (2008)

Com o Skid Row
- 1970 - Skid - Reached No.30 in the UK Album Chart
- 1971 - 34 Hours